# Martín Santos Yubero
Martín Santos Yubero (Madrid, 1903 - 1994) fue un fotógrafo español, uno de los más importantes de Madrid durante la Guerra Civil y la posguerra.
Se inició como fotógrafo de prensa para La Nación en el año 1927, para trabajar también en ABC, Diario de Madrid, Ya, Estampa o Luz. En palabras de López Mondéjar «[Santos Yubero] fue un hombre políticamente acomodado, que no se significó, y eso le permitió estar en todas partes». En 2010 se reunió su obra en una exposición de más de 160 imágenes organizada por la Comunidad de Madrid en la sala Alcalá, 31.